# Gweta
Gweta es una localidad situada en el Distrito Central, Botsuana. Se encuentra al noroeste de los Salares de Makgadikgadi, a 127 km de Maun y 100 km de Nata. Tiene una población de 5.304 habitantes, según el censo de 2011.